# Le Vœu de Louis XIII
Le Vœu de Louis XIII est un tableau peint en 1824 par Jean-Auguste-Dominique Ingres alors que ce dernier est à Florence. 

## Historique
Commandé par le ministère de l'Intérieur en 1820 pour la ville de Montauban, le tableau représente le vœu de Louis XIII. L'œuvre rencontra un vif succès au Salon de 1824, et plus tard la critique fit d'Ingres le principal représentant de l'école classique opposée au romantisme, représenté lors de ce salon par les Massacres de Scio de Delacroix. Elle marque le grand retour d'Ingres sur la scène artistique parisienne, après des années d'expatriation à Rome, sa dévotion envers Raphaël qui influence son œuvre et l'abandon de ses audaces stylistiques considérées comme outrancières et bizarres par la critique ; cela lui valut d'être récompensé de la Légion d'honneur par le roi Charles X. 
Ce tableau est accroché dans le transept nord de la cathédrale Notre-Dame-de-l'Assomption de Montauban.
Il fut exposé avec cinq études préparatoires à la rétrospective Ingres- Petit Palais, présentée au Petit Palais, à Paris, d'octobre 1967 à janvier 1968 .
il fut à nouveau exposé à la rétrospective Ingres 1780-1867, à Paris, au Musée du Louvre, de février à mai 2006.

## Interprétation gravée
Le tableau a été interprété au burin par le graveur italien Luigi Calamatta, un proche d'Ingres. Douze ans ont été nécessaires à la réalisation de cette planche, dont le département des estampes et de la photographie de la Bibliothèque nationale de France conserve les tirages d'état. La qualité de l'interprétation fut saluée par la critique et valut à Calamatta l'étoile de la Légion d'Honneur. 

## Copie
En 1826, Charles X en a commandé une copie à Julie Duvidal de Montferrier pour la ville de Lons-le-Saunier. Ce tableau, qui diffère de l'original par une composition adaptée à un format horizontal, a été retrouvé dans un grenier de l'ancien hôtel-Dieu de cette ville en 2015.

## Expositions
Ce grand et lourd tableau a été cinq fois transporté et exposé à Paris :
- pour le Salon de 1824,
- en 1855, pour l'Exposition Universelle,
- en 1867, année de la mort d'Ingres,
- en 1967, pour le centenaire de celle-ci,
- en 2006, au Louvre, pour l'exposition Ingres[8].